# Saison 2 de Dr. Ken
Chronologie
Saison 1
Cet article présente le guide des épisodes de la deuxième et dernière saison de la série télévisée américaine Dr Ken.

## Généralités
- Aux États-Unis, la saison a été diffusée du 31 mars 2017 au 23 septembre 2016, sur le réseau ABC.

## Distribution

### Acteurs principaux
- Ken Jeong : Dr Ken Park
- Suzy Nakamura : Dr Allison Park
- Tisha Campbell-Martin : Damona
- Jonathan Slavin (en) : Clark
- Albert Tsai (en) : Dave Park
- Krista Marie Yu (en) : Molly Park
- Dana Lee : D.K. Park
- Dave Foley : Pat

### Acteurs récurrents et invités
- Marques Ray : Juan-Julio
- Alexis Rhee : In-Sook Park, mère de Ken
- Mark Cuban : lui-même[1] (épisode 7)
- Lori Greiner (en) : elle-même[1] (épisode 7)
- Robert Herjavec : lui-même[1] (épisode 7)
- Daymond John (en) : lui-même[1] (épisode 7)
- Kevin O'Leary : lui-même[1] (épisode 7)
- Jonathan Banks : Dr Donald Erwin[2] (épisode 19)
- Rhys Darby : Charles Evans[3] (épisode 20)
- Dan Harmon : lui-même[4] (épisode 22)
- Alison Brie : elle-même[5] (épisode 22)

## Épisodes

### Épisode 1: Titre français inconnu (Allison's Career Move)
- États-Unis : 23 septembre 2016 sur ABC[6]

- États-Unis : 4,02 millions de téléspectateurs[7] (première diffusion)

### Épisode 2: Titre français inconnu (Ken and Allison Share a Patient)
- États-Unis : 30 septembre 2016 sur ABC

- États-Unis : 3,85 millions de téléspectateurs[8] (première diffusion)

### Épisode 3: Titre français inconnu (Dr. Ken’s Banquet Snub)
- États-Unis : 7 octobre 2016 sur ABC

- États-Unis : 3,90 millions de téléspectateurs[9] (première diffusion)

### Épisode 4: Titre français inconnu (Dr. Ken: Child Of Divorce)
- États-Unis : 14 octobre 2016 sur ABC

- États-Unis : 4,13 millions de téléspectateurs[10] (première diffusion)

### Épisode 5: Titre français inconnu (D.K.'s Korean Ghost Story)
- États-Unis : 21 octobre 2016 sur ABC

- États-Unis : 4,43 millions de téléspectateurs[11] (première diffusion)

### Épisode 6: Titre français inconnu (Ken Learns Korean)
- États-Unis : 4 novembre 2016 sur ABC

- États-Unis : 4,12 millions de téléspectateurs[12] (première diffusion)

### Épisode 7: Titre français inconnu (Dave Goes On Shark Tank)
- États-Unis : 11 novembre 2016 sur ABC

- États-Unis : 4,41 millions de téléspectateurs[13] (première diffusion)

### Épisode 8: Titre français inconnu (Allison's Thanksgiving Meltdown)
- États-Unis : 18 novembre 2016 sur ABC

- États-Unis : 4,66 millions de téléspectateurs[14] (première diffusion)

### Épisode 9: Titre français inconnu (D.K.'s New Girlfriend)
- États-Unis : 2 décembre 2016 sur ABC

- États-Unis : 4,42 millions de téléspectateurs[15] (première diffusion)

### Épisode 10: Titre français inconnu (Ken's Apology)
- États-Unis : 9 décembre 2016 sur ABC

- États-Unis : 4,45 millions de téléspectateurs[16] (première diffusion)

### Épisode 11: Titre français inconnu (A Park Family Christmas)
- États-Unis : 16 décembre 2016 sur ABC

- États-Unis : 4,5 millions de téléspectateurs[17] (première diffusion)

### Épisode 12: Titre français inconnu (Ken's New Intern)
- États-Unis : 6 janvier 2017 sur ABC

- États-Unis : 5,48 millions de téléspectateurs[18] (première diffusion)

### Épisode 13: Titre français inconnu (Jae Meets the Parks)
- États-Unis : 13 janvier 2017 sur ABC

- États-Unis : 4,81 millions de téléspectateurs[19] (première diffusion)

### Épisode 14: Titre français inconnu (A Day in the Life)
- États-Unis : 20 janvier 2017 sur ABC

- États-Unis : 4,63 millions de téléspectateurs[20] (première diffusion)

### Épisode 15: Titre français inconnu (Ken and the Basketball Star)
- États-Unis : 27 janvier 2017 sur ABC

- États-Unis : 5,18 millions de téléspectateurs[21] (première diffusion)

### Épisode 16: Titre français inconnu (A Dr. Ken Valentine's Day)
- États-Unis : 3 février 2017 sur ABC

- États-Unis : 4,65 millions de téléspectateurs[22] (première diffusion)

### Épisode 17: Titre français inconnu (Pat's Rash)
- États-Unis : 17 février 2017 sur ABC

- États-Unis : 4,23 millions de téléspectateurs[23] (première diffusion)

### Épisode 18: Titre français inconnu (Allison Finds a Lump)
- États-Unis : 24 février 2017 sur ABC

- États-Unis : 4,56 millions de téléspectateurs[24] (première diffusion)

### Épisode 19: Titre français inconnu (Ken's Old Professor)
- États-Unis : 10 mars 2017 sur ABC

- États-Unis : 3,91 millions de téléspectateurs[25] (première diffusion)

- Jonathan Banks (Dr Donald Erwin)
- Sarah Baker (Kylie)
- Amy Tolsky (patient)
- Carole Gutierrez (Mrs. Ferguson)

### Épisode 20: Titre français inconnu (Ken and the CEO)
- États-Unis : 17 mars 2017 sur ABC

- États-Unis : 4,43 millions de téléspectateurs[26] (première diffusion)

- Rhys Darby (Charles Evans)
- Justin Chon (Jae)

### Épisode 21: Titre français inconnu (Clark’s Big Surprise)
- États-Unis : 24 mars 2017 sur ABC

- États-Unis : 4,14 millions de téléspectateurs[27] (première diffusion)

- Stephen Guarino (Connor)
- Pat Monahan (lui-même)
- Jerry Becker (lui-même)
- Meagen Fay (Virginia)

### Épisode 22: Titre français inconnu (Ken's Big Audition)
- États-Unis : 31 mars 2017 sur ABC

- États-Unis : 4,02 millions de téléspectateurs[28] (première diffusion)

- Dan Harmon (lui-même)
- Alison Brie (elle-même)
- Nia Vardalos (Tiffany)